# E-mu Systems

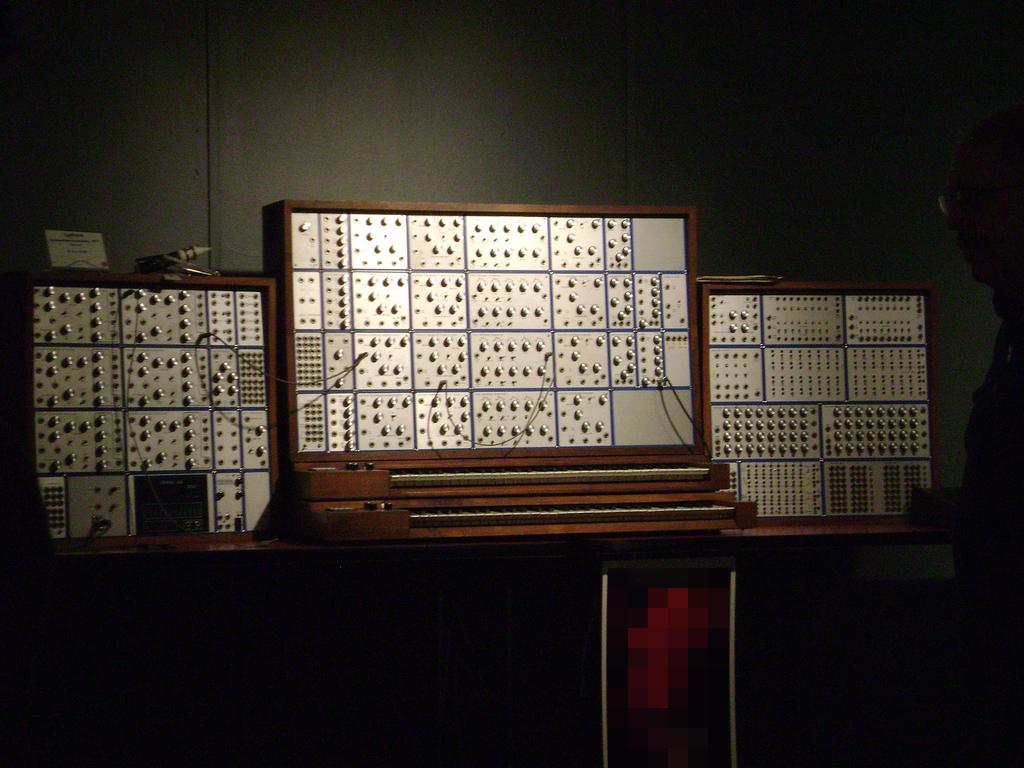
E-mu Modular System

E-mu Systems war ein US-amerikanischer Hersteller von elektronischen Musikinstrumenten und Tontechnik-Equipment. Das Unternehmen wurde 1971 gegründet und gilt als Pionier im Bereich der Synthesizer und Sampler. Es wurde 1993 vom Multimedia-Hardware-Hersteller Creative Labs übernommen und später mit dem 1998 ebenfalls übernommenen Unternehmen Ensoniq fusioniert.  E-mu Systems schloss Ende 2002 seine Pforten. Ab 2004 vertrieb E-mu Systems Software-Sampler und dazu passende Soundkarten, die auf die Entwicklung der vorangegangenen zwei Jahrzehnte aufbauten. Heute existiert der Name lediglich noch als Marke für Audiozubehör.

## Synthesizer und Patente

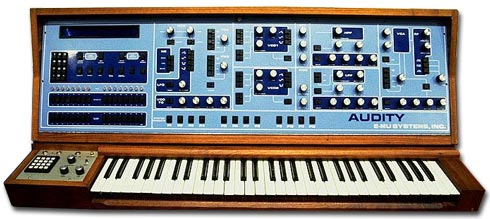
E-mu Audity

Die Studenten Scott Wedge und Dave Rossum begannen um 1970 mit dem Bau von modularen Synthesizern. Die als Eµ Systems (kurz für Electronic Music Systems) gegründete Firma entwickelte 1972 eine digital abgetastete polyphone Tastatur, die man sich patentieren ließ. Lizenzabnehmer waren die Hersteller Oberheim (Four Voice, Eight Voice) und später Sequential Circuits (Prophet-5). Zusammen mit Solid State Music (SSM) entwickelte man spezielle ICs für (Modular-)Synthesizer, die von verschiedenen Herstellern, aber auch bei Hobbyisten  verwendet wurden.
E-mu selbst baute etwa 125 große Modularsysteme, die an Schulen und Universitäten sowie bekannte Musiker wie Herbie Hancock und Frank Zappa verkauft wurden. Für Auftraggeber wie die Band The Grateful Dead experimentierte man mit diversen verfügbaren Mikroprozessoren, so 1975 mit einem frühen Intel 8080, den Entwickler Ed Rudnick beschafft hatte. Mit dem Zilog Z80 war im Juli 1976 ein passender 8-bit-Prozessor gefunden. E-mu benutzte ihn die nächsten zehn Jahre in seinen Produkten. 1977 hatte man eine Tastatur mit 16 Stimmen und einen Sequenzer für 6.000 Noten entwickelt. Sequenzer-Daten konnten ab 1979 auf 8″-Disketten gespeichert werden.
Mit dem Geld aus den Lizenzeinnahmen entwickelte man 1978 außerdem den 16-stimmigen Audity, schon mit digital gesteuerten Oszillatoren. Der Verkaufspreis sollte bei etwa 70.000 US-Dollar liegen (eigentlich waren 30.000 Dollar projektiert gewesen). Es blieb bei einem gebauten Exemplar, das 1980 auf der AES gezeigt und später an Peter Baumann von Tangerine Dream verkauft werden sollte. Der Prototyp wurde jedoch nie komplett fertiggestellt. Heute steht der Audity in einem Museum in Kanada. Peter Baumann erhielt lediglich einige Bauteile, die sein Team zu einem System vervollständigte.
Eine Hiobsbotschaft sollte das Projekt Audity vorzeitig beenden: Dave Smith von Sequential Circuits stieg beim Modell Prophet-5 von den SSM-Chips auf CEM um, die Einnahmen brachen ein. 1979 reformierte man das Unternehmen, nahm Fremdkapital auf und stellte einen Marketing-Fachmann ein.

## Sampler

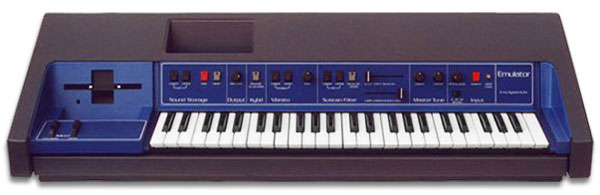
E-mu Emulator

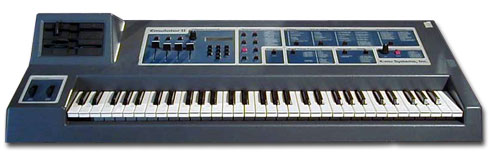
E-mu Emulator II

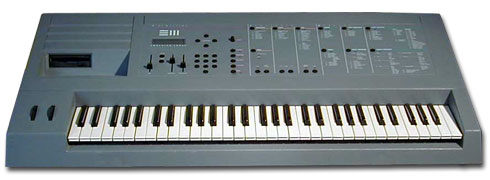
E-mu Emulator III

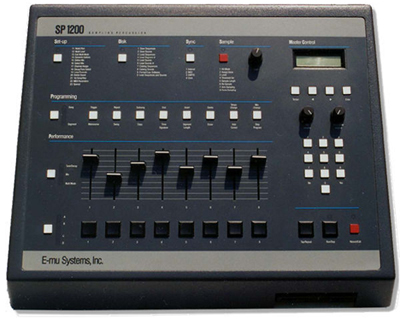
E-mu SP-1200

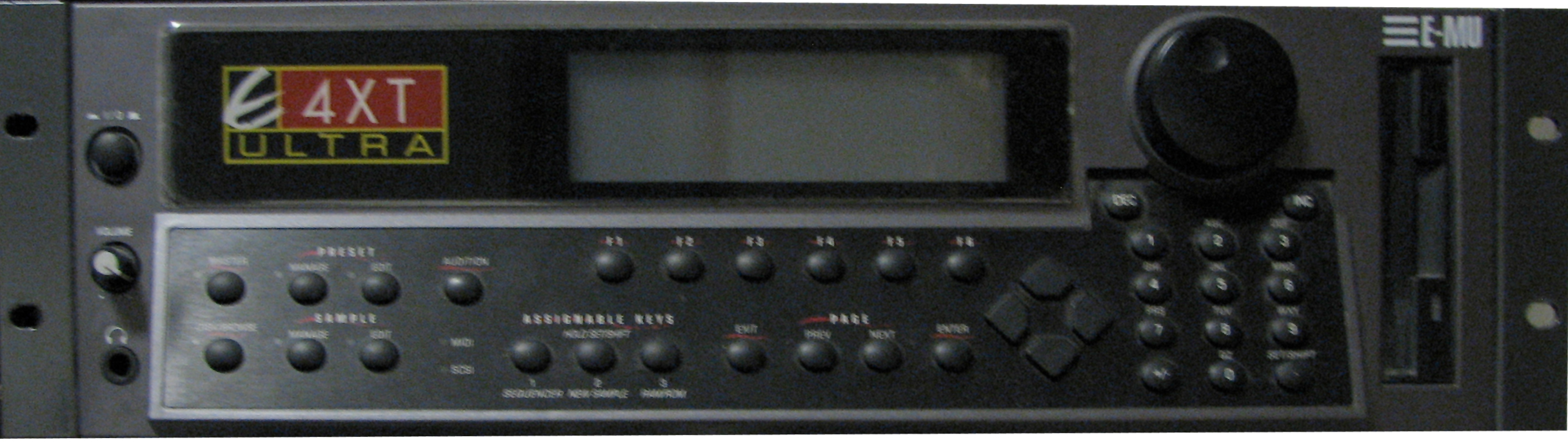
E-mu E-4XT Ultra

Nachdem die Lizenzeinnahmen immer geringer ausfielen und sich das Projekt Audity als Fehlschlag erwiesen hatte, beschloss man, aus der Not eine Tugend zu machen und einen Sampler zu entwickeln. Der Preis sollte mit ca. 10.000 Dollar deutlich günstiger sein als der Fairlight CMI, dessen Basismodell 35.000 Dollar kostete (wobei Preise jenseits der 100.000 Dollar auch nicht unüblich waren).
Die erste Version der Emulator-Reihe kam 1981 auf den Markt, Daten konnten zunächst auf 5,25″-Disketten gespeichert werden. Erhältlich waren Versionen mit vier und acht Stimmen, bei 128 kB RAM. Die zweistimmige Version war ein Flop, lediglich ein Exemplar wurde an den Konkurrenten Yamaha verkauft. Der erste Käufer eines Serienmodells überhaupt war Stevie Wonder. Wenig später wurde der Emulator aufgrund enttäuschender Verkaufszahlen überarbeitet und mit dem Zusatz Mark 2 vermarktet. Jetzt gab es einen eingebauten Sequenzer, eine Sample-Bibliothek auf Disketten und der Preis war um 20 Prozent gesenkt worden.
Ab 1983 griff man die teuren Drumcomputer von Oberheim und Linn mit dem Drumulator an, der für weniger als 1.000 Dollar angeboten werden konnte. Er verfügte über einen Speicher von 64 kB für 12 Sounds, was selbst bei einer 8-bit-Auflösung nur sehr kurze Samples ermöglichte. Die weiteren Features, wie Echtzeit-Programmierung, Auto-Quantisierung sowie ein Lautstärke-Regler und analoge Filter je Sound ließen das Produkt jedoch zu einem Erfolg werden. Ab 1984 war auch eine – damals neue – MIDI-Schnittstelle verbaut.
Dem Emulator, der bis 1983 insgesamt rund 500 Mal produziert wurde, folgte 1984 der Emulator II. Dieser wurde sofort ein wirtschaftlicher Erfolg, verkaufte sich über 3.000 Mal und beeinflusste maßgeblich die elektronisch geprägte Musik der Dekade. Zu den Kunden gehörten u. a. Depeche Mode, Tony Banks von Genesis, Yes, Jean-Michel Jarre, Vangelis und New Order. Der Erfolg war dringend nötig, denn der Emulator II kam eigentlich ein halbes Jahr zu spät und dem Unternehmen ging langsam das Geld aus. Der Emulator II wurde bis 1987 weiterentwickelt, zuletzt waren eine 20-MB-Festplatte sowie Samples auf CD-ROM verfügbar.
1985 erschien als Nachfolger des Drumulators der SP-12 (für 12 bit) und 1988 dessen wenig modifiziertes Nachfolgemodell SP-1200, welches aufgrund des großen Erfolges 1993 und 1997 nachproduziert wurde. Beide Geräte werden inzwischen als Rarität gehandelt, da sie sich aufgrund ihres rauen Lo-Fi-Klanges und harten Timings bis heute großer Beliebtheit bei Hip-Hop- und Dance-Produzenten erfreuen.
Nachdem die Firma nun erstmals Geld verdiente, vergrößerte man die Belegschaft, zog in neue Räumlichkeiten und stellte 1987 den Emulator III vor, der in CD-Qualität samplen konnte. Er verfügte über 16 Stimmen, 4 oder 8 MB RAM, eine interne 40-MB-Festplatte und konnte über SCSI externe Speichermedien ansprechen. Doch die Zuverlässigkeit ließ anfangs zu wünschen übrig und so musste man die ersten ausgelieferten Instrumente zurückrufen und teuer modifizieren. Probleme mit den Festplatten und dem Speichern belasteten den Ruf des Herstellers. Erneut geriet man in eine finanzielle Schieflage.
Als Retter in der Not erwiesen sich neben dem SP-1200 die ersten Rompler (siehe unten). Sie gaben dem Entwicklungsteam Zeit, nach einem neuen G-Chip für das Abspielen der Samples auch noch eine neue Generation für die Filter (H-Chip) zu entwickeln. Innerhalb kürzester Zeit hatte man Aufträge über 5.000 Einheiten.
Dennoch hatte das Qualitätsdesaster mit dem Emulator III weitreichende Folgen, die Firma wurde erneut umstrukturiert und das Ziel war es, den Umsatz auf 100 Millionen Dollar zu vervierfachen. Die G-Chips aus den ersten Romplern wurden nun auch in Soundkarten von IBM, Digidesign und Turtle Beach verbaut. Für eine nochmals verbesserte Version suchte man einen passenden Abnehmer. Nachdem Gespräche mit Steve Jobs gescheitert waren, einigte man sich 1992 mit Creative Labs.
1993 wurde E-mu Systems von Creative Labs komplett übernommen und Mitbegründer Scott Wedge entlassen. Der neue Eigner setzte nun auf Dave Rossum.
Als Nachfolger des Emulator III wurde 1994 die Serie E IV vorgestellt. Diese mittels Einsteckkarten erweiterbare Sampler-Familie wurde in verschiedenen Ausbaustufen sowie -möglichkeiten angeboten (e64, e6400, e-Synth, später auch E5000 Ultra) und über mehrere Generationen (E IV, E4X, E4XT Ultra) weiterentwickelt, um 2000 im E4 Platinum seine letzte Entwicklungsstufe zu erreichen. Angeboten wurde der E IV hauptsächlich in Rackversionen mit drei Höheneinheiten, die im Inneren einem PC der 486er-Generation ähnelten. Tastenversionen gab es vom E4X (1996, als E4K) und vom e-Synth (1997).
Das Betriebssystem EOS erhielt zahlreiche Updates, die per Diskette aufgespielt werden konnten. Bei späteren Modellen war es auch möglich, Sounds aus der Rompler-Reihe als Steckkarte einzubauen und so unabhängig von der geladenen Sample-Bank einen gewissen Grundstock an Klängen immer verfügbar zu haben. Der E IV bot bis zu 128 Stimmen mit ebenso vielen Filtern, maximal 128 MB RAM, bis zu 16 analoge und 16 digitale Einzelausgänge, 16 bis 32 MIDI-Kanäle und optional einen komplexen Multieffektprozessor („RFX-Board“). Der E IV wurde u. a. von Roger Waters im Studio und von Genesis live verwendet.
Neben der Emulator-Reihe produzierte E-mu auch abgespeckte Sampler in den Serien Emax (1986–1995) sowie ESI (ab 1994). Im Grunde basierten die Modelle jeweils auf der Technik der bereits eingestellten oder in die Jahre gekommenen Emulator-Modelle, so der Emax auf dem Emulator II, der Emax 2 sowie die ESI-Reihe auf dem Emulator III (jedoch ohne analoge Filter). Durch den wesentlich günstigeren Preis waren sie aber beliebt und trugen so nicht unwesentlich zum Überleben der Firma bis zur Übernahme 1993 bei. Aufgrund der Abwärtskompatibilität des E IV, der das Datenformat des Emulator III (und somit auch der ESI-Reihe) lesen kann, ist eine Portierung alter Sample-Bänke auf das neuere bzw. größere Modell möglich. Unter Wegfall einiger Funktionen ist dies grundsätzlich auch umgekehrt möglich, da ein E IV auch das E-III-Format schreiben kann.
Das erste Gerät der ESI-Serie war der ESI-32 mit 32 Stimmen und maximal 32 MB RAM. Eingesetzt wurde er u. a. von Daft Punk. Nachfolger war der ESI-4000 (1998), der bis zu 128 MB RAM verwalten konnte und über 64 Stimmen verfügte. Das letzte Gerät dieser Serie war der ESI-2000 (1999), welcher technisch mit dem ESI-4000 identisch war, jedoch eine geänderte Farbgestaltung aufwies und mit einer deutlich umfangreicheren Sample-Bibliothek ausgeliefert wurde.
E-mu Systems schloss Ende 2002 seine Pforten.

## Expander

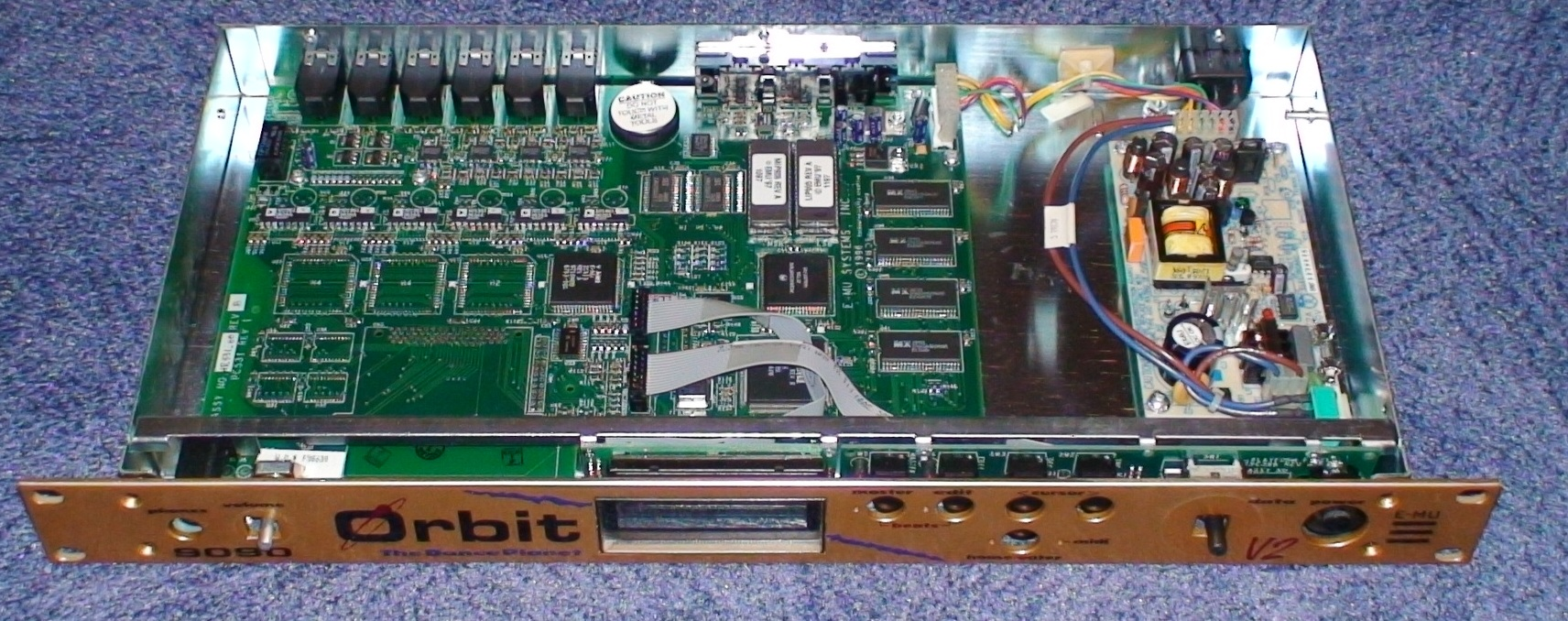
Innenleben eines E-mu ORBIT V2 mit Beats Mode: rechts|Beat Mode

Weiterhin produzierte das Unternehmen eine Reihe von erfolgreichen, weil preisgünstigen und zugleich vielseitigen Rack-Modulen unter dem Namen „Proteus“ auf Basis von hochwertigen ROM-Samples (Rompler). 
Weitere Geräte dieser Linie waren u. a. der Orbit, Carnaval, Extreme Lead, Planet Phat, später Mo Phat und die Audity 2000, die ab Mitte der 1990er in vielen Produktionen der Genres Dance, Techno und Hip-Hop Verwendung fanden. Ebenfalls erfolgreich war die B3, eine Hammond-Emulation. Alle Geräte sind intern praktisch baugleich und unterscheiden sich oft lediglich in den verwendeten ROM-Bausteinen, in denen die Klänge untergebracht sind. Einige spätere Geräte wie die Audity hatten einen digitalen Ausgang. Ein wesentlicher Vorteil dieser Geräte gegenüber vergleichbaren Systemen waren die umfangreichen Einstellmöglichkeiten für die Synthesizer- und Filtersektionen sowie der sogenannte Beat Mode, in dem vorgefertigte Schlagzeug- und Klangmuster selbständig abgespielt wurden. Zudem war ein reiner Stand-alone-Betrieb möglich, da auch eine Songliste auf der Basis verketteter Links auf jeweils einen der Beats hinterlegt werden konnte. Dies gestattete es, mehrere Geräte ohne externe MIDI-Quellen zu verbinden, parallel laufen zu lassen und die Klänge im Stile eines DJs zu mischen. 
Die späteren Geräte dieser Serie verfügten über ROM-Steckplätze, in die sich Module mit weiterem Klangmaterial nachrüsten ließen. Diese Module ließen sich auch mit Samplern aus der Reihe E IV verwenden.

## Software-Sampler

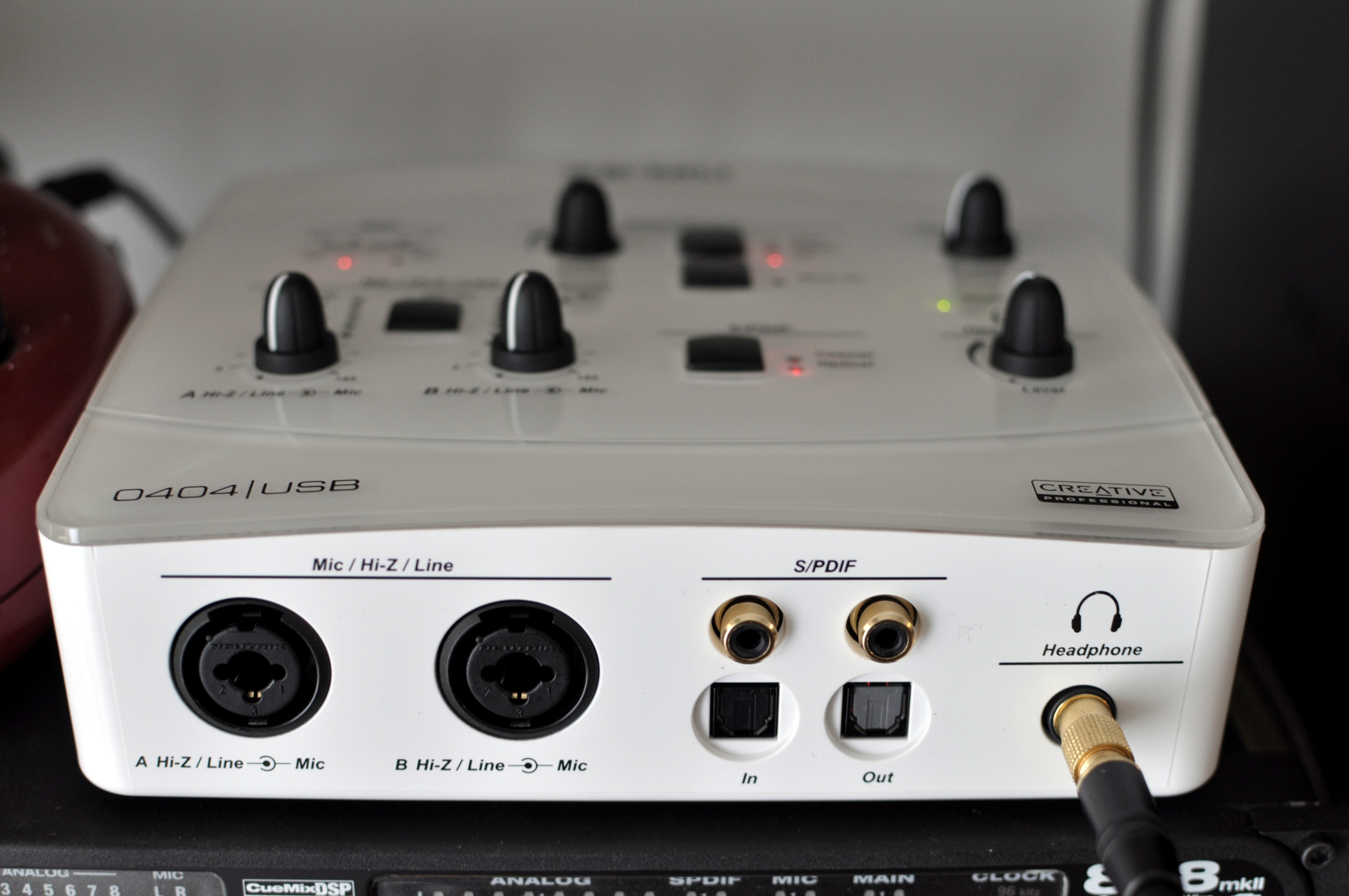
E-mu 0404 USB-Soundkarte

Bereits Mitte der 90er hatte sich gezeigt, dass E-mu mit den Konkurrenten Roland und Yamaha nicht mehr mithalten konnte. Eine digitale Workstation (Darwin) sowie ein Mischpult (Mantis) waren gescheitert. Creative hatte 1998 auch Ensoniq gekauft und mit E-mu fusioniert. Mit den Romplern verkaufte man zehn Jahre alte Technik mit immer neuen Sounds (u. a. von Rob Papen) und jeweils neuen Frontblenden. Um diese Zeit herum kamen KB-Versionen der Rompler heraus, wie der XK-6. Firmengründer Dave Rossum arbeitete mittlerweile mehr für Creative als für E-mu. Ab 2000 brach dieses Geschäftsmodell zusammen.
Nachdem 2002 die Produktion von Hardware-Samplern komplett eingestellt wurde, vertrieb man zunächst ab 2004 eine Reihe von Software-Samplern unter der Bezeichnung Emulator X. Inkl. der zweiten Version Emulator X2, die 2006 vorgestellt wurde, fungierte eine Soundkarte (erhältlich waren die Modelle 0404, 1212m, 1616, 1616m, 1820 und 1820m) als Software-Dongle. Ab Version Emulator X3 (2009) entfiel dieser Schutz.
Die Software basierte auf dem letzten Betriebssystem des E IV (EOS 4.70) und war zuletzt in einer 64bit-Version mit einer Abtastrate von 192 kHz erhältlich. Sample-Bänke aus dem E IV können auch in der Software verwendet werden. Der Support seitens des Herstellers wurde mittlerweile eingestellt. Emulator X war für die Windows-Versionen XP und Vista konzipiert und für die Soundkarten erschien noch ein Treiber für Windows 7 im Beta-Status.

## Prozessoren für Soundkarten
Beginnend mit der SoundBlaster AWE32 im Jahre 1994 (EMU8000) bis hin zur SoundBlaster X-Fi Titanium im Jahre 2008 bildeten digitale Audioprozessoren von E-mu das Kernstück der Soundkarten der Muttergesellschaft Creative Labs. Diese wurden teilweise auch in Geräten unter dem E-mu-Label verbaut und an Dritthersteller lizenziert. Während der Prozessor der letzten X-Fi-Ausbaustufe Titanium HD (CA20K2, 2010) nur ein Rebranding darstellt, ist unklar, inwieweit E-mu bei der Entwicklung der Prozessoren der aktuellen SoundBlaster-Generation (Sound Core3D) noch involviert war.

## Aktuelle Geschäftstätigkeit
Unter dem Markennamen "E-mu" vertreibt Creative seit einiger Zeit Kopfhörer. Der Markt für Musikinstrumente und Audioproduktion wird aktuell nicht mehr bedient (Stand 2021).